# James Soutter
James Tindal Soutter (Echt, Aberdeenshire, 1 de gener de 1885 – Edimburg, 8 d'agost de 1966) va ser un atleta escocès que va competir a començaments del segle xx.
El 1912 va prendre part en els Jocs Olímpics d'Estocolm, on disputà tres proves del programa d'atletisme. En els 400 i 800 metres quedà eliminat en semifinals, mentre en els 4x400 metres relleus guanyà la medalla de bronze amb l'equip britànic.
El 1910 comença a destacar guanyant el títol universitari escocès de les 880 iardes. El 1911 amb el Blackheath Harriers guanyà el títol AAA del 4x400 metres relleus.
Durant la Primera Guerra Mundial serví a França i a l'Àfrica oriental.